# Saša Gajser
Saša Gajser (Maribor, 11 de fevereiro de 1974) é um ex-futebolista profissional esloveno, que atuava como meia. 

## Carreira
Saša Gajser se profissionalizou no Maribor. Jogou de 1991 a 1999 em clubes de seu país.
Encerrou sua carreira em 2003, no Olympiakos Nicósia.

## Seleção
Gajser jogou de 1999 a 2003 pela Seleção Eslovena de Futebol, foram 27 partidas e um gol marcado. Ele disputou uma Eurocopa e a Copa do Mundo FIFA de 2002.